# Liste der Kulturdenkmäler in Mainz-Drais
In der Liste der Kulturdenkmäler in Mainz-Drais sind alle Kulturdenkmäler im Ortsbezirk Drais der rheinland-pfälzischen Stadt Mainz aufgeführt. Grundlage ist die Denkmalliste des Landes Rheinland-Pfalz (Stand: 5. Dezember 2023).

## Denkmalzonen
| Bezeichnung                                           | Lage | Baujahr                | Beschreibung | Bild                           |
| ----------------------------------------------------- | --- | ---------------------- | --- | ------------------------------ |
| Denkmalzone Jesuitenhof und Pfarrkirche Maria Königin | Seminarstraße 2, 4, Daniel-Brendel-Straße 1 Lage                                                                | ab 1670                | Areal des ehemaligen seit 1670 bestehenden Wirtschaftshofes der Mainzer Jesuiten mit der Pfarrkirche; Nr. 4: ehemaliger Hauptbau von 1740, 1898 gotisierender Umbau zur katholischen Knabenerziehungsanstalt; ehemalige Zehntscheune, Krüppelwalmdachbau, um 1750; korbbogige Toranlage 1740, Nr. 2: Wohnhaus, sandsteingegliederter Bruchsteinbau, 1850, Gartenhaus um 1900; hohe Einfriedungsmauer aus Bruchstein großteils überkommen | Fotos hochladen                |
| Denkmalzone Ortskern Drais                            | Ober-Olmer Straße 5–9, 15–21 (ungerade Nummern), 12, 14, 18, 20, Lerchenbergstraße 1, 3, 5, Heßlerweg 2, 4 Lage | frühes 19. Jahrhundert | weitgehend unversehrt überlieferte kleinbäuerlich geprägte Baustruktur des Ortskern in seiner Ausdehnung im frühen 19. Jahrhundert mit Zwei-, Drei- und Vierseithöfen | weitere Bilder Fotos hochladen |

## Einzeldenkmäler
| Bezeichnung                           | Lage                                                                              | Baujahr                             | Beschreibung                                                                                                   | Bild                           |
| ------------------------------------- | --------------------------------------------------------------------------------- | ----------------------------------- | --- | ------------------------------ |
| Umfassungsmauer                       | An den Platzäckern 13, An den Weiden 1–7 (ungerade Nummern), Seminarstraße 3 Lage | 17. oder 18. Jahrhundert            | Überreste der Umfassungsmauer des ehemaligen St.-Clara-Gutes, Kalkbruchsteinmauerzug, 17. oder 18. Jahrhundert | weitere Bilder Fotos hochladen |
| Kriegerdenkmal                        | An der Markthalle Lage                                                            | 1898                                | Kriegerdenkmal 1870/71; relieferter Obelisk, 1898                                                              | Fotos hochladen                |
| Grabmal                               | An der Markthalle, auf dem Friedhof Lage                                          | um 1930                             | Grabmal Johann Schüler III., aufgesockeltes Kruzifix, Rotsandstein, Gusseisenkorpus, um 1930                   | Fotos hochladen                |
| Katholische Pfarrkirche Maria Königin | Daniel-Brendel-Straße 1 Lage                                                      | 1737/38                             | schlichter spätbarocker Saalbau mit Spitzhelmdachreiter, 1737/38, Erweiterung 1933/34 von Franz Rehm, Mainz    | Fotos hochladen                |
| Ortsverwaltung                        | Daniel-Brendel-Straße 11 Lage                                                     | 1861                                | ehemalige Schule; sandsteingegliederter Quader- bzw. Bruchsteinbau, 1861                                       | Fotos hochladen                |
| Brunnenstube mit Wasserleitung        | Heßlerweg, zu Nr. 2–10 (gerade Nummern) und Dorfstraße 9a Lage                    | 1686                                | Brunnenstube mit Teilstück einer Wasserleitung, tonnengewölbter Gang, Bruchstein, Eingang bezeichnet 1686      | BW                             |
| Hofanlage                             | Lerchenbergstraße 1 Lage                                                          | um 1840                             | Dreiseithof; Wohnhaus mit Viehstall, großvolumiger Bruchsteinbau, um 1840, Scheune, überdachte Torfahrt        | weitere Bilder Fotos hochladen |
| Wohnhaus                              | Lerchenbergstraße 2 Lage                                                          | zweite Hälfte des 18. Jahrhunderts  | spätbarockes Wohnhaus, teilweise Fachwerk (verputzt), zweite Hälfte des 18. Jahrhunderts                       | Fotos hochladen                |
| Wohnhaus                              | Ober-Olmer-Straße 2 Lage                                                          | um 1800                             | langgestreckter Krüppelwalmdachbau, teilweise Fachwerk (verputzt), um 1800; straßenbildprägend                 | Fotos hochladen                |
| Hofanlage                             | Ober-Olmer-Straße 4 Lage                                                          | erstes Viertel des 19. Jahrhunderts | Vierseithof; Wohnhaus, teilweise Fachwerk (verputzt), wohl aus dem ersten Viertel des 19. Jahrhunderts         | Fotos hochladen                |
| Wohnhaus                              | Ober-Olmer-Straße 9 Lage                                                          | Anfang des 19. Jahrhunderts         | eingeschossiger nachbarocker Krüppelwalmdachbau, teilweise Fachwerk (verputzt), Anfang des 19. Jahrhunderts    | Fotos hochladen                |
| Hofanlage                             | Ober-Olmer-Straße 14 Lage                                                         | Mitte des 19. Jahrhunderts          | Hakenhof, Mitte des 19. Jahrhunderts; sandsteingegliederter Bruchsteinbau, Scheune                             | Fotos hochladen                |
| Katholische Maria-Hilf-Kapelle        | Ober-Olmer Straße 24 Lage                                                         | 1862                                | kleiner Putzbau, 1862                                                                                          | weitere Bilder Fotos hochladen |
| Wegekreuz                             | nordwestlich des Ortes an der L 427 Lage                                          | 1869                                | Kruzifix, Rotsandstein, 1869                                                                                   | Fotos hochladen                |